# Celastrus vulcanicolus
Celastrus vulcanicolus är en benvedsväxtart som beskrevs av Donn. Smith. Celastrus vulcanicolus ingår i släktet Celastrus och familjen Celastraceae. Inga underarter finns listade.